# 拉斯特乡
拉斯特乡，是中华人民共和国新疆维吾尔自治区阿勒泰地区阿勒泰市下辖的一个乡镇级行政单位。

## 沿革
1985年，阿勒泰镇撤销，阿勒泰市将拉斯特乡改称郊区办事处。1997年12月，郊区办事处再改为拉斯特乡。
2010年1月，新疆北疆地区出现罕见暴雪，造成阿勒泰地区9人死亡。同月23日，中共中央政治局常委、国务院总理温家宝抵达阿勒泰市，走访拉斯特乡散德克村的几户牧民并慰问受灾情况。

## 行政区划
拉斯特乡下辖以下地区：
墩巴扎尔村、阔克苏村、拉斯特村、喀拉吉拉村、喀拉铁热克村、喀拉阔里村和诺改特村。

## 文化经济
拉斯特乡西侧有沙里福汗公园，北侧有克兰大峡谷。2012年1月4日，阿勒泰市政府在新疆阿勒泰市拉斯特乡建成的阿勒泰第九届冰雪民俗风情园，并于2012年10月10日开放，总占地面积为10万平方米。2011年新疆“兴边富民行动”中，阿勒泰市总投资575万元，共实施项目7个，其中包括拉斯特乡安全饮水项目已完成招标。

## 图库

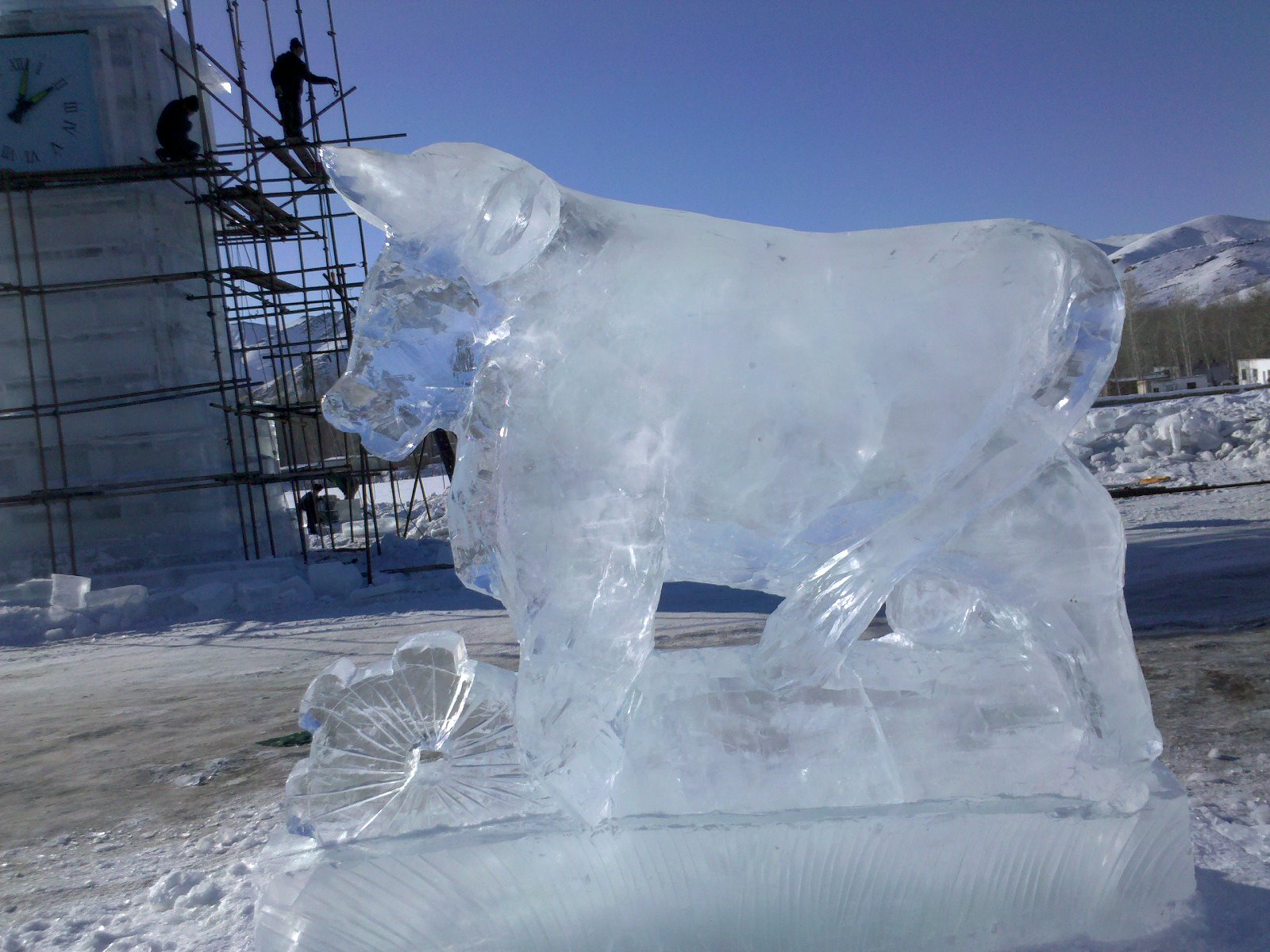
2012年第九届阿勒泰冰雪风情园
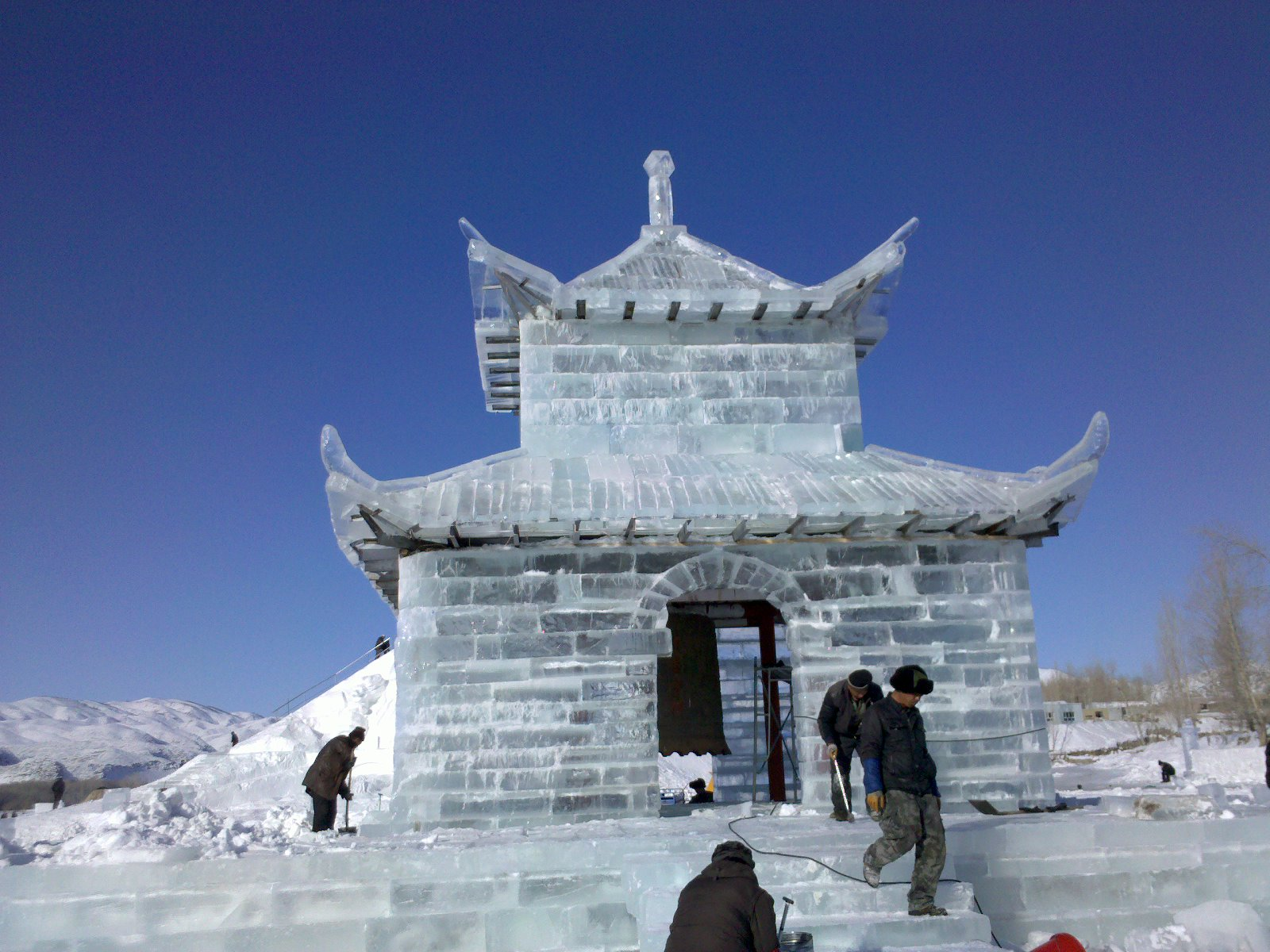
2012年第九届阿勒泰冰雪风情园
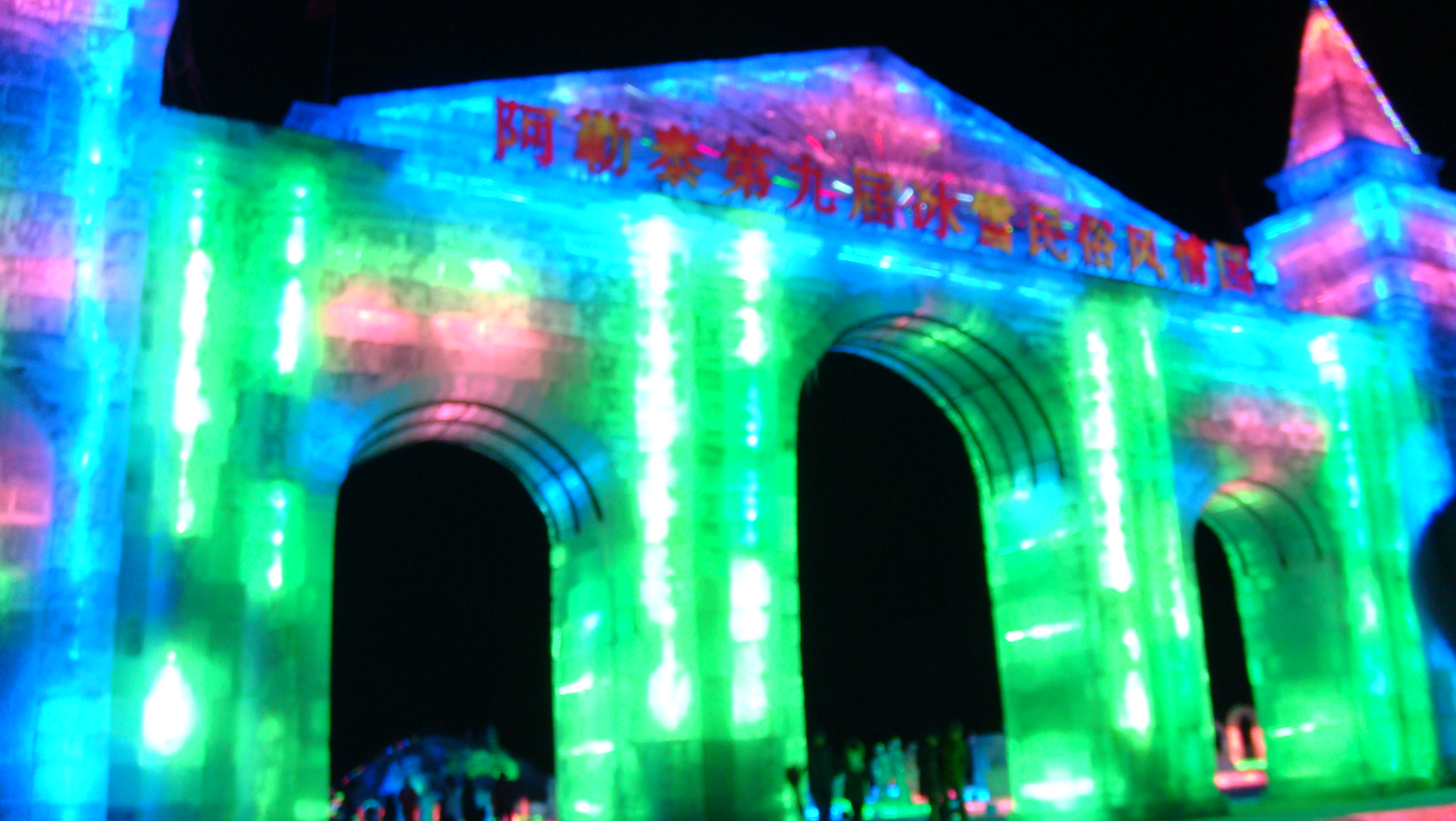
2012年第九届阿勒泰冰雪风情园
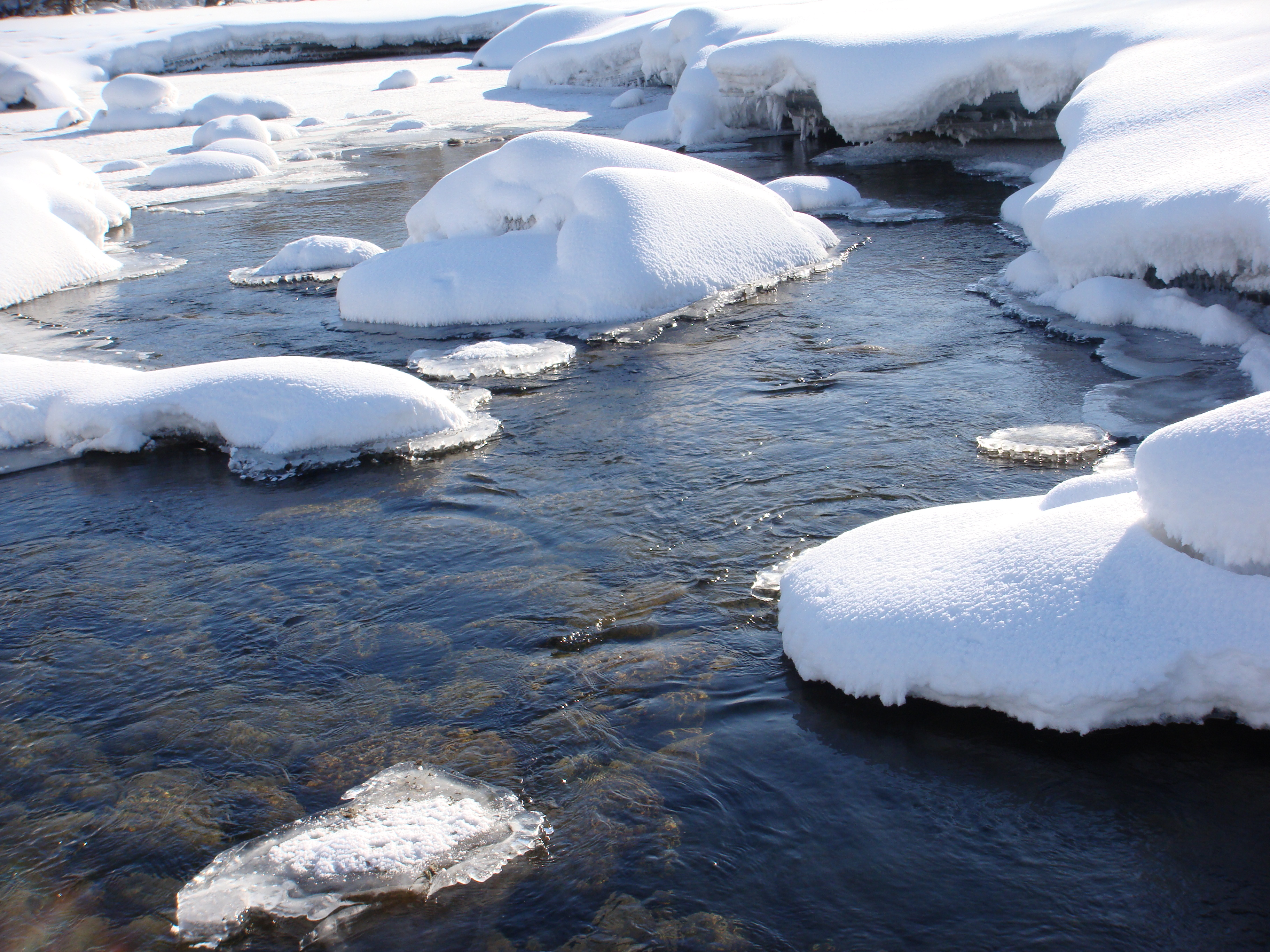
拉斯特乡冬季风景
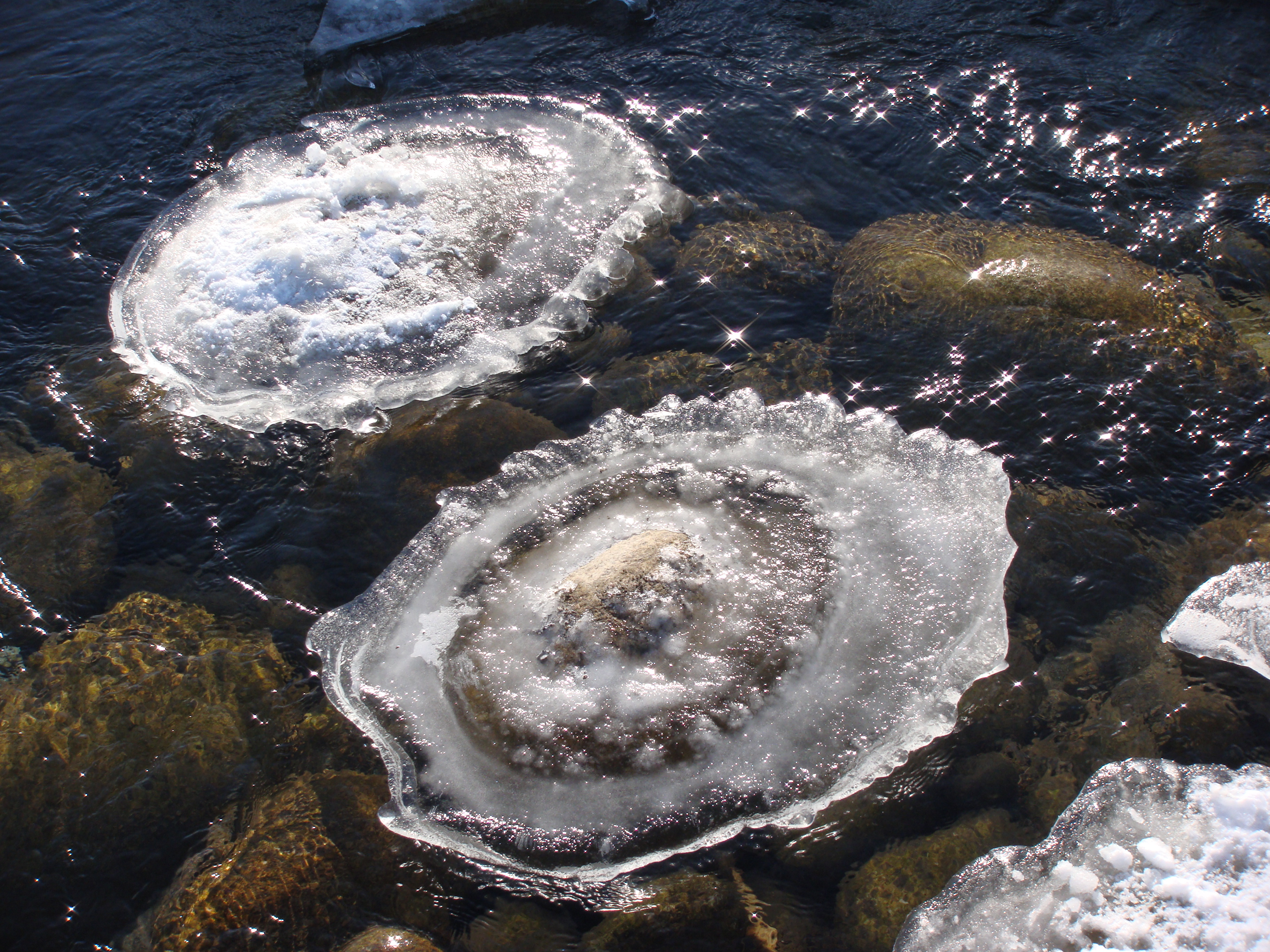
拉斯特乡克兰河冬季风景
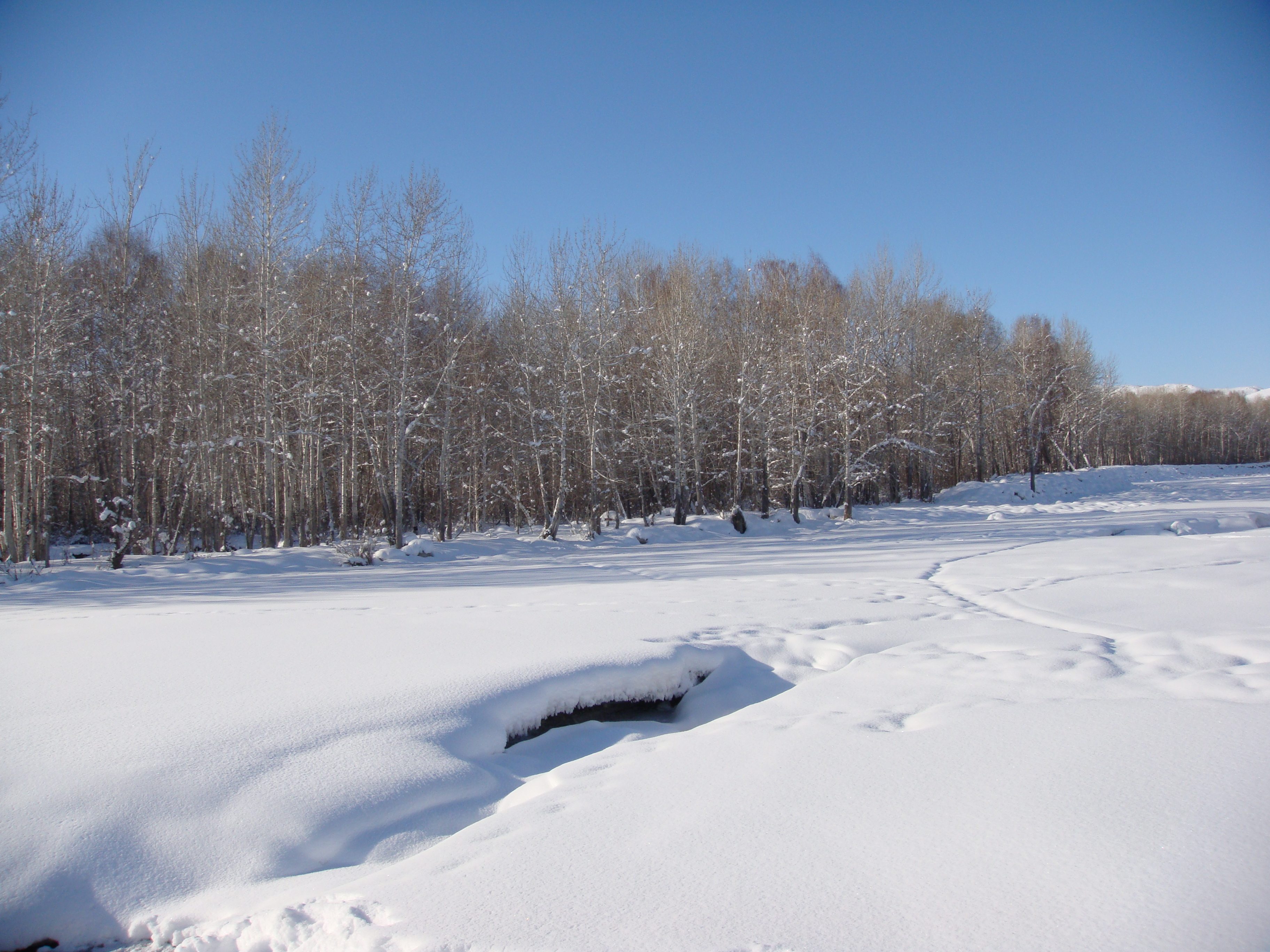
拉斯特乡克兰河冬季风景
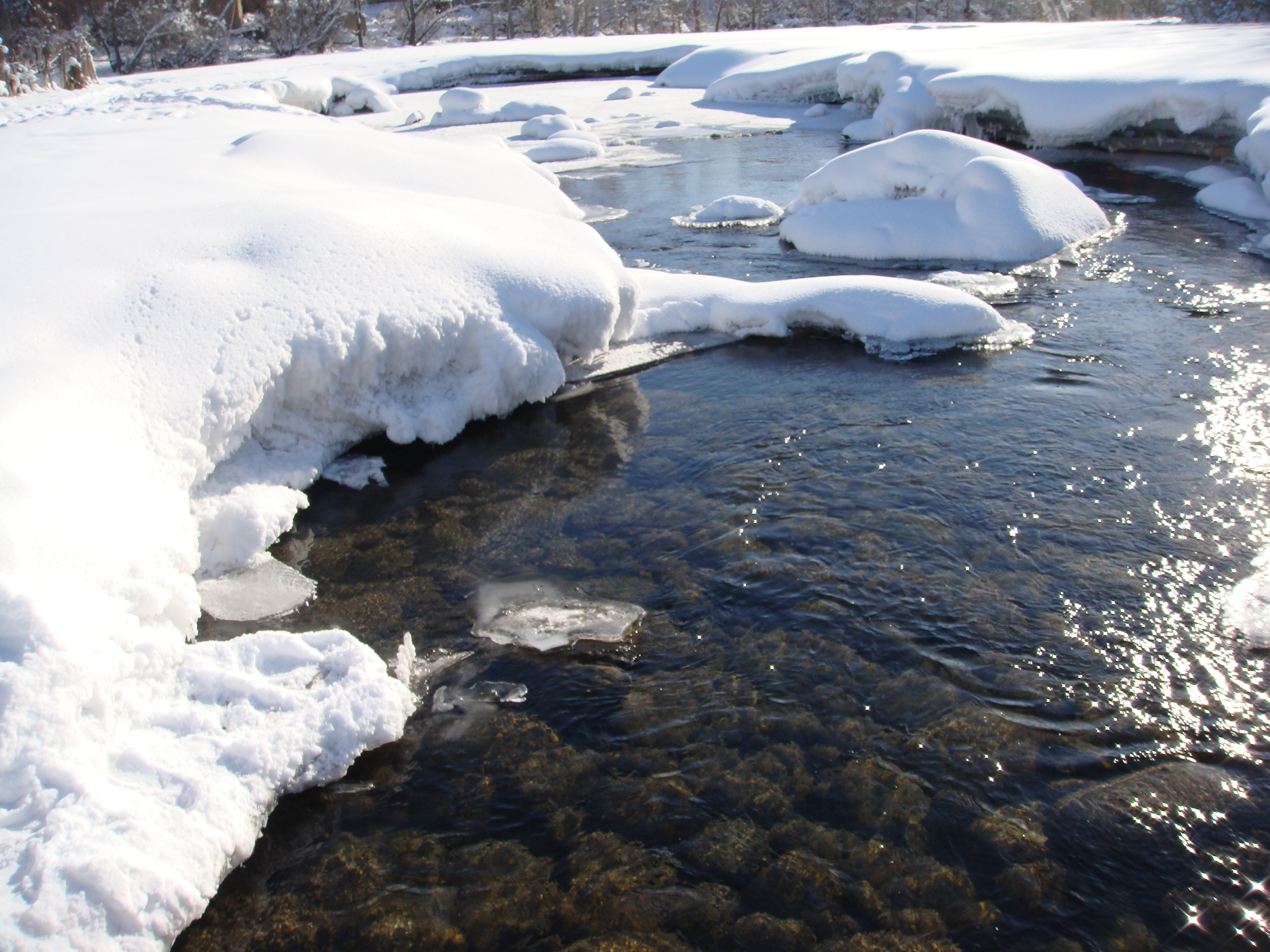
拉斯特乡克兰河冬季风景
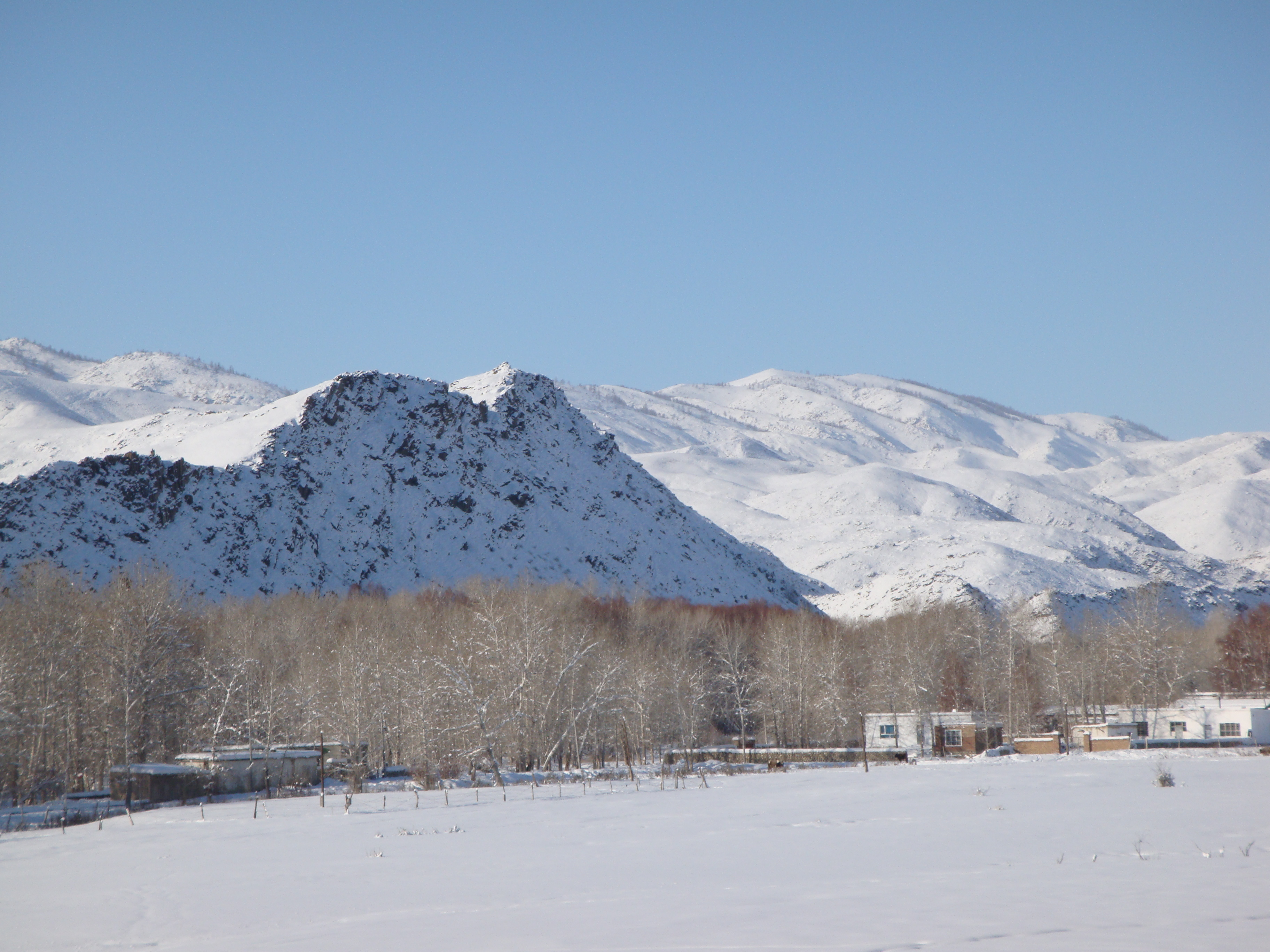
拉斯特乡冬季风景